# Rhabarber-Bleichtopf

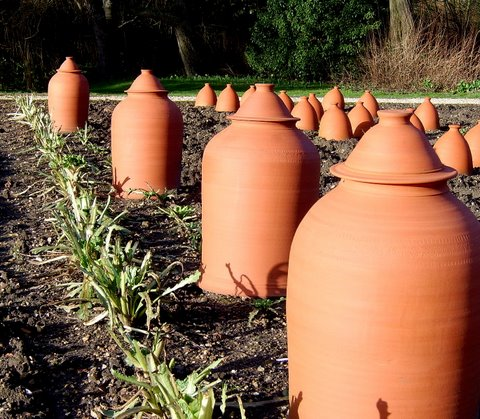
Bleichtöpfe im Gemüsegarten eines Restaurants

Ein Rhabarber-Bleichtopf, Rhabarbertopf, Treibglocke oder Bleichtopf ist ein glockenförmiger Topf, der eine Öffnung mit Deckel an der Spitze hat. Er wird verwendet, um die Photosynthese von Rhabarber einzuschränken, das sogenannte Bleichen. Auch die Begriffe forcieren oder verfrühen werden für diesen Prozess verwendet. Bekannter ist das Gemüsebleichen bei Chicorée. Die Töpfe regen die Pflanze an, früher zu wachsen und gebleichte Stiele zu produzieren, die weniger säuerlich schmecken. Die Töpfe werden im Winter oder zu Beginn des Frühlings über 2 bis 3 Jahre alten Pflanzen gestülpt. Nachdem sich Triebe entwickelt haben, wird der Deckel entfernt, um weiteres Wachstum zum Licht zu ermöglichen.
Traditionell sind die Töpfe aus Terracotta, aber auch ein simpler Eimer oder Kübel kann verwendet werden.